# Zdenka Rusínová
Zdenka Rusínová (* 13. června 1939 Ostrava) je česká lingvistka, pedagožka, emeritní profesorka Masarykovy univerzity v Brně.

## Život
Po maturitě studovala v letech 1956–1961 češtinu a ruštinu na Filozofické fakultě Masarykovy univerzity v Brně, po absolutoriu zůstala na fakultě jako asistentka a později odborná asistentka. V roce 1967 získala titul PhDr., po obhajobě kandidátské disertace dosáhla v roce 1985 titulu CSc. a na základě práce Aspekty české substantivní deklinace byla po habilitaci v roce 1992 jmenována docentkou pro obor český jazyk, roku 1997 pak profesorkou českého jazyka. Jako emeritní profesorka zůstala působit na fakultě i nadále. Od roku 1996 na fakultě vedla tři roky ústav českého jazyka, v letech 1994–1996 se stala proděkankou fakulty.
Působila odborně i pedagogicky také na jiných pracovištích doma i v zahraničí (externí výuka na Filozofické fakultě Slezské univerzity v Opavě, působení na Filozofické fakultě Univerzity Komenského v Bratislavě, opakované stáže na Institutu slavistiky filozofické fakulty Univerzity v Regensburgu, akademické stáže na univerzitách v Magdeburgu, Greifswaldu, Neapoli na univerzitě ve Wrocławi a jinde). Přes dvacet let byla lektorkou češtiny na Letní škole slovanských studií v Brně.

## Dílo
Vědeckou činnost začínala jako dialektoložka, zkoumala hláskosloví a tvarosloví v dialektech jižně od Ostravy. Většina jejích tištěných prací je věnována historické slovotvorbě češtiny. Po sérii dílčích studií o tvoření adverbií vydala monografii Tvoření staročeských adverbií (1984). Spolupracovala na edici Tisíc let české poezie (1974).
Velkou pozornost věnovala tvoření slov a morfologii českého jazyka současného. Je autorkou vysokoškolských učebních textů z jazykovědné bohemistiky pro české studenty i pro cizince, např. Problémy současné české morfologie (1977), Tvoření slov v současné češtině (1980), Základní kurs češtiny pro cizince (1971) a Praktická cvičení z češtiny. Jako spoluautorka zpracovala převážnou část oddílu Morfologie (částečně Marek Nekula) do Příruční mluvnice češtiny (1995, 1996, 2000) a podílela se na edici této učebnice, která získala Cenu rektora Masarykovy univerzity. Do Encyklopedického slovníku češtiny (2002) připravila hesla týkající se derivace v češtině. Do kolektivního díla Kapitoly z dějin české jazykovědné bohemistiky vydaného nakladatelstvím Academia roku 2007 přispěla kapitolou věnovanou slovotvorbě.
Publikovala a přednášela doma i v zahraničí, např. na univerzitách v Bratislavě, Greifswaldu, Magdeburgu, Neapoli aj., působila a publikovala v redakcích různých sborníků a lingvistických časopisů. Uveřejňovala o češtině také četné příspěvky popularizační, autorsky se rovněž podílela na publikaci O češtině každodenní (1984). Neméně významnou oblastí její odborné práce jsou otázky spisovnosti a jazykové kultury a jejich rozvíjení, např. Spisovná a obecná čeština (1966).
Nakladatelství Host založilo v roce 2010 edici s názvem „Studie osobností brněnské lingvistiky“, jejímž cílem se stalo zpřístupnění textů vybraných lingvistů, kteří se významnou měrou podíleli (či stále podílejí) na rozvoji české lingvistiky a kteří jsou spjati s Brnem. Jako první v této edici vyšla publikace shrnující dílo Dušana Šlosara, v roce 2011 vyšel druhý svazek Pokušení struktury věnovaný pracím Zdenky Rusínové (edice Jan Dvořák a Petr Malčík).